# Brada-Rybníček
Brada-Rybníček é uma comuna checa localizada na região de Hradec Králové, distrito de Jičín‎.